# 松乃家扇鶴
松乃家 扇鶴（まつのや せんつる、1943年2月22日 - 2024年6月20日）は、落語芸術協会所属の三味線漫談家。本名：平野 英治。

## 人物と芸風
都々逸などする俗曲師の中でも、独特の弛い雰囲気と、美声でコアなファンを持つ。テレビ・ラジオの演芸番組には滅多に出演しなかった。
寄席に古くから伝わる古典の音曲も得意とされるとともに、大相撲の歴代の横綱の言い立てや、犬が都々逸を唄うなどオリジナルも多く、新内流しで時間調整をするようなそぶりをしつつしっとりと間合いを紡ぐなど、次の演者につなぐその技量は多く求められ、桂歌丸など真打のひざ替わり（主任の一つ前の出番）を多く務めた。

## 略歴
- 元々田辺一鶴門下の講談師で、田辺五右衛門を名乗っていた。
- 長唄・端唄の名取りでもあったことから、1970年に千家松人形・お鯉の人形に入門
- 1992年 落語芸術協会の高座に色物として客演し始める
- 1995年 落語芸術協会加盟
- 2002年 亭号を『松乃家』と冠する（それ以前は亭号無しの『音曲・扇鶴』）
- 2020年1月、浅草演芸ホールでの正月二之席出演を最後に長期療養に入っていた[1]。
- 2024年6月20日午後1時29分、パーキンソン病のため、埼玉県内の病院で死去した[1][2][3]。81歳没。